# Загинайченко Світлана Юріївна
Світлана Юріївна Загинайченко (10 серпня 1957 , Київ  — 23 листопада 2015 , Дніпро ) — українська вчена, фізик, доктор фізико-математичних наук, яка зробила внесок у розвиток фізики конденсованого стану речовини.

## Життєпис
Народилася 10 серпня 1957 року. Мати, Зінаїда Альфредівна Матисіна (1927 р. н.), заслужена професор Дніпропетровського національного університету, доктор фізико-математичних наук, у 90-річному віці читала 4-годинні лекції і займалася науковою діяльністю в ІПМ НАН України.
Від 1964 до 1993 року проживала в Дніпропетровську. 1964 року вступила до Спеціалізованої середньої школи № 9 з поглибленим вивченням англійської мови (4 предмети вивчала англійською мовою), в якій навчалася до 1973 року. 1974 року закінчила середню освіту в школі № 19, з відзнакою склавши випускні іспити.
Закінчила з червоним дипломом Дніпропетровський державний університет за спеціальністю фізика (1974—1979). У 1979—1982 навчалася в аспірантурі Дніпропетровського металургійного інституту імені Л. І. Брежнєва. В результаті десятирічної роботи молодшим науковим співробітником у Дніпропетровському металургійному інституті в 1992 році здобула звання доцента.
1984 року захистила кандидатську дисертаційну роботу на тему «Розчинність, магнетизм і перерозподіл атомів сплавів гексагональних структур, що упорядковуються» у Львівському державному університеті. Професор Ярослав Йосифович Дутчак високо оцінив результати дисертаційної роботи. За триденне перебування у Львові не тільки захистила дисертацію, але й підготувала весь пакет документів для їх надсилання до Вищої атестаційної комісії (ВАК), за що її називали у Львові «Моторна дівка». За кандидатською дисертаційною роботою у всесоюзних і міжнародних журналах було опубліковано 20 наукових робіт. Результати досліджень апробовані на конференціях, конгресах, симпозіумах, школах-семінарах, нарадах у Дніпрі, Ашгабаті, Красноярську, Іркутську, Свердловську, Львові, Донецьку, Києві, Івано-Франківську та Піттсбурзі (США). Від 1983 до 1993 року працювала в Дніпропетровському металургійному інституті імені Л. І. Брежнєва.
1993 року в Києві пройшла за конкурсом на посаду старшого наукового співробітника в Інститут проблем матеріалознавства НАН України. Там очолила науково-теоретичну групу «Фізико-математичні методи дослідження властивостей твердих тіл». За значні досягнення в галузі наукових досліджень відзначена грамотою, підписаною академіком В. В. Скороходом. Після отримання звання старшого наукового співробітника працювала заступницею завідувача відділом «Водневого матеріалознавства і хімії вуглецевих наноструктур» № 67 в ІПМ НАН України. Керівник відділу № 67 в ІПМ НАН України Щур Дмитро Вікторович був однодумцем у всіх її наукових і творчих роботах. Вони випустили низку спільних наукових досліджень і монографій. Захистивши докторську дисертацію, Загинайченко стала провідною науковою співробітницею відділу № 67 ІПМ НАН України. 1994 року призначена на посаду заступниці директора Інституту водневої та сонячної енергетики (IHSE). Матеріали дисертаційної докторської роботи доповідалися і обговорювалися на 64 конференціях, симпозіумах, конгресах, нарадах у 23 країнах, зокрема в США, Канаді, Франції, Італії, Німеччині, Австралії, Японії, Норвегії, Греції, Кореї, Китаї, Латвії, Таджикистані, Росії, Туреччині, Польщі та інших. Захист дисертаційної роботи проходив у Інституті металофізики ім. Г. В. Курдюмова Національної академії наук України 2004 року.
Загинайченко мала ряд вихованців ще в Дніпропетровському металургійному інституті. В один день 2014 року брати близнюки Анатолій і Олександр Золотаренки під керівництвом Загинайченко захистили дисертації кандидатів хімічних наук, продовжуючи слідувати її науково-дослідним шляхом. Ще з 2001 року Золотаренки допомагали в наукових дослідженнях Загинайченко.
Загинайченко загинула 23 листопада 2015 року о другій годині ночі на 59-му році життя у Дніпропетровську.

## Наукові інтереси
Вже зі студентських років захоплювалася науковими дослідженнями з трудомісткими розрахунками на базі молекулярно-кінетичних уявлень, вивчаючи фізичні властивості кристалів. Професор, доктор фізико-математичних наук Геннадій Михайлович Воробйов, у майбутньому її науковий керівник, відразу запропонував їй розв'язати задачу з визначення рівноважної структури поверхні кристала, з чим Загинайченко впоралася. Після цього продовжувала розв'язувати низку задач з визначення поверхневої енергії для різних кристалів гексагональних і кубічних структур з урахуванням анізотропії і кореляції, встановила їх температурну і концентраційну залежності. Подібні обсяги науково-дослідницьких робіт дозволили випустити монографію і доповнити докторську дисертаційну роботу. Основна галузь наукових інтересів Загинайченко — розробка статистичних термодинамічних теорій атомного впорядкування і фізичних властивостей сплавів різних структур. Тематичні підходи до досліджень Загинайченко проводилися в рамках школи академіка Адріана Анатолійовича Смирнова, розроблялася статистична теорія фазових перетворень у твердих тілах, вивчалися їх механічні, молекулярні, теплові, електричні, магнітні, дипольні, еластичні і багато інших властивостей. Проводилось порівняння результатів теоретичних розрахунків з літературними експериментальними даними.
Після 1993 року, коли Загинайченко очолила науково-теоретичну групу «Фізико-математичні методи дослідження твердих тіл», у відділі № 67 ІПМ НАН України, вона завершила багато науково-дослідних робіт, розпочатих у Дніпропетровську. Один з плодів праці Загинайченко — розроблена статистико-термодинамічна теорія концентраційно стимульованих структурних фазових перетворень з урахуванням впливу домішки третього компонента заміщення і впровадження, термічних і структурних вакансій, бівакансій, комплексій і краудіонів впровадження. Вивчалися фізичні явища і властивості поверхні кристалів, дефекти структури кристалів і їх вплив на властивості. Загинайченко з групою однодумців створила низку патентних робіт в Україні (2002—2004). 2001 року зі співавторами випустила свою першу монографію «Фулерени — основа матеріалів майбутнього», яка стала першою російськомовною монографією про фулерени на всьому просторі СНД. Тираж в 3500 примірників розлетівся в перші ж місяці, що вимагало неодноразового перевидання книги. Загинайченко не тільки займалася науковими дослідженнями і виданням наукових монографій, а й стала співавтором перекладу з англійської на українську мову книги «Сонячно-воднева енергетика», яка стала першою подібною книгою українською мовою 2006 року.
Була знайома з такими вченими як Віктор Іванович Трефілов (Україна), Борис Євгенович Патон (Україна), Турхан Неджат Везіроглу (США), Валерій Володимирович Скороход (Україна), Моше Рон (Ізраїль), Михайло Соломонович Блантер (Росія), Ф. Е. Вагнер (Німеччина), Б. Барановський (Польща), Д.К Росс (Велика Британія), М. Керімов (Азербайджан), А. П. Шилов (Росія) та інші; з лауреатом Нобелівської премії за відкриття фулеренів Сером Волтером Гаролдом Крото (Велика Британія); Ейдзі Осавою (Японія), який передбачив існування фулерену 1971 року; В. Кретчмером (Німеччина) — першим, хто зі своєю командою 1990 року розробив метод отримання грамових кількостей фулеренів шляхом випаровування графітових електродів в електричній дузі в атмосфері гелію за низького тиску.

## Членство у професійних товариствах
Від 1989 до 2015 року була співголовою організаційного комітету міжнародних конференцій «Водневе матеріалознавство і хімія вуглецевих наноматеріалів» (International Conferences «Hydrogen Materials Science and Chemistry of Carbon Nanomaterials» (ICHMS)). З 1992 року стала членом міжнародної асоціації водневої енергетики (IAHE) в США. 1994 року зайняла посаду заступниці директора Інституту водневої та сонячної енергетики. З 1995 року — член редколегії журналу International Journal of Hydrogen Energy (США), з 2000 — член редколегії міжнародного журналу «New Materials for Electrochemical Systems» (Канада). З 1995 року — член Нью-Йоркської академії наук. З 2004 — віцепрезидент Асоціації водневої енергетики в Україні (AHEU). З 2009 — засновниця української асоціації «Карбон». У 2010 — співголова оргкомітету Міжнародної конференції NATO Science «Carbon Nanomaterials in Clean-Energy Hydrogen Systems» («Вуглецеві наноматеріали в чистих енергетичних водневих системах»). З 2014 року — почесна член Всесвітньої Асоціації Енергетичних Технологій (WAET).

## Нагороди та звання
В Інституті національної академії наук України Загинайченко багаторазово нагороджували грамотами та подяками за досягнення успіхів у вирішенні наукових питань і за творчий підхід під час проведення наукових досліджень. 1994 року рішенням Національного космічного агентства України та Федерації космонавтики України за закриті дослідження в галузі водневої плазми нагороджена медаллю імені академіка М. К. Янгеля. 1995 року рішенням Національного космічного агентства України та Федерації космонавтики України також за закриті роботи з розробки корекції траєкторії мікросупутника та водневого двигуна нагороджена медаллю імені Ю. В. Кондратюка.

## Праці
Авторка понад 530 наукових публікацій різними мовами, зокрема 8 монографій. Співавторка книги «Фулерени — основа матеріалів майбутнього». У 2001 і 2004 роках наукові монографії відзначено почесними грамотами. У 2006 — співавторка перекладу з англійської мови на українську книги «Сонячно-воднева енергетика. Сила, яка здатна врятувати Землю». Ця книга у 2006 році була першою україномовною книгою, яка дала змогу заповнити нестачу знань в даній галузі науки. 15 серпня 2002 року Загинайченко з групою вчених зареєструвала перший патент № 48455 в Україні під назвою «Спосіб отримання фулеренів з розчинів у толуолі» (МПК: C01B 31/02). 17 лютого 2003 року зареєстровано патент № 54182 з назвою «Спосіб виготовлення гідридного електрода для металогідридного хімічного джерела струму» (МПК: H01M 6/00, H01M 4/58). У грудні 2004 року зареєстровано патент «Спосіб виділення фулеренів з фуллереновмісної сажі».

## Пам'ять
У 2016 році в пам'ять про Загинайченко і до її 60-річчя вийшла наукова монографія «Статистична теорія фуллеритів і особливості їх практичного використання».
Пам'ятні місця:
- 2015 — могила Світлани Загинайченко і її брата Олександра Матисіна знаходиться в м. Дніпро на «Запорізькому» меморіальному кладовищі.
- 2016 — встановлено меморіальну дошку Загинайченко в Інституті національної академії наук України (Київ), де вона пропрацювала 36 років.
- 2017 — меморіальна дошка Загинайченко встановлена на будинку в м. Дніпрі, пр. Дмитра Яворницького, будинок 70, де вона зростала й працювала понад 29 років[5].
- 2019 — готується до відкриття музей на честь Загинайченко в школі, де вона навчалась (Дніпро).[джерело не вказане 1999 днів]